# Capitalidad de Madrid
La capitalidad de Madrid, con sus evidentes efectos espaciales, funcionales y fisonómicos, constituye el hecho diferencial de Madrid en relación con el resto de ciudades españolas; de esta manera la acerca a otras capitales europeas, como París, Londres o Viena. Es evidente que el devenir de la ciudad y su conversión en una gran metrópoli está indisolublemente unido a la institución de la capitalidad, pero, además de sus consecuencias metropolitanas, el hecho confiere un carácter distintivo a la ciudad, que la hace diferente al que poseen otras grandes ciudades no capitales.

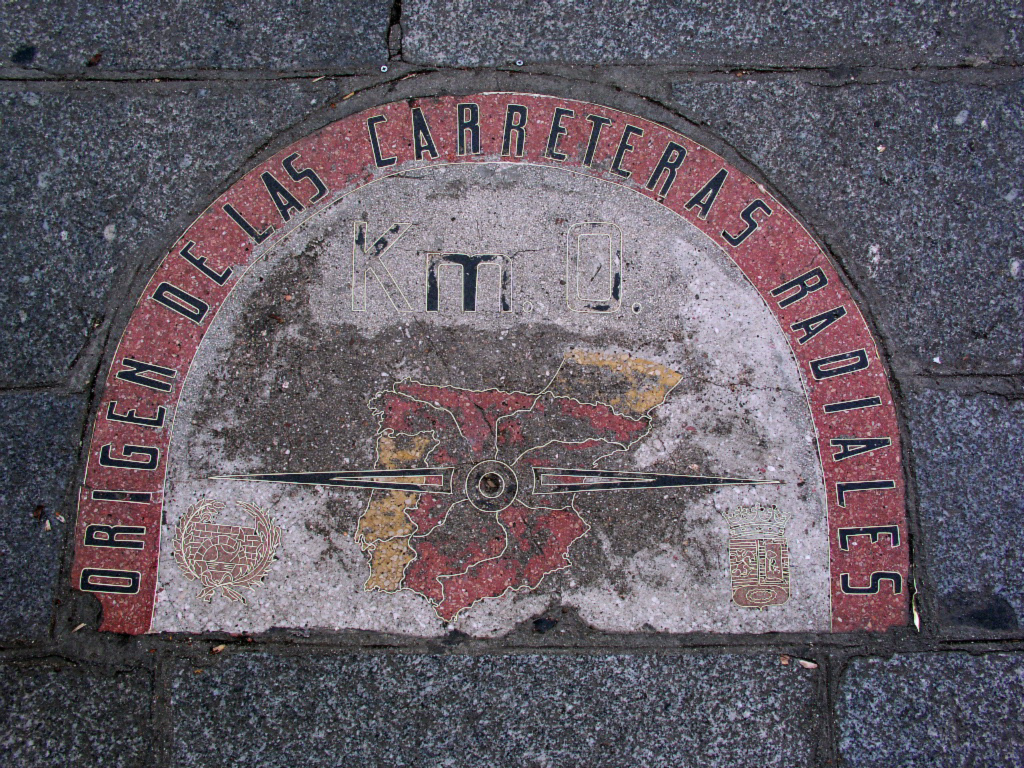
Kilómetro Cero de las carreteras españolas, en la Puerta del Sol

A pesar de que desde 1561 el establecimiento de la Corte en Madrid otorgara a la Villa la condición de capital (de la Monarquía Católica y del Imperio español), el reconocimiento jurídico de la función de capitalidad hubo de esperar más tiempo. De manera permanente tampoco lo fue de hecho hasta 1606, tras un intervalo de cinco años en que el duque de Lerma trasladó la Corte a Valladolid. 
Hasta 1931, con el advenimiento de la Segunda República, no se oficializó constitucionalmente este hecho, posteriormente también sancionado en la Carta Magna de 1978. Sin embargo, fue en 2006 cuando se promulgó la Ley de Capitalidad y Régimen Especial de Madrid, reconociendo este hecho diferencial. Fue igualmente desde la Segunda República cuando el reconocimiento jurídico se vio acompañado de actuaciones que supusieron la exaltación de la idea de capitalidad desde una perspectiva de interés nacional: edificación de los Nuevos Ministerios, prolongación de la Castellana hacia el norte o intervención sobre la cornisa del Manzanares (ya durante la dictadura franquista).
El carácter de la institución ha variado considerablemente a lo largo de más de cuatro siglos, desde su papel de corte de los Austrias y de los Borbones hasta su actual función de capital de Estado, donde la residencia real no pasa de ser un hecho anecdótico. Ello obliga a establecer una doble aproximación: Madrid, corte de los reyes de España; Madrid, capital del Estado, con diferentes consecuencias territoriales, morfológicas y funcionales.

## Razones del establecimiento de la capital en Madrid

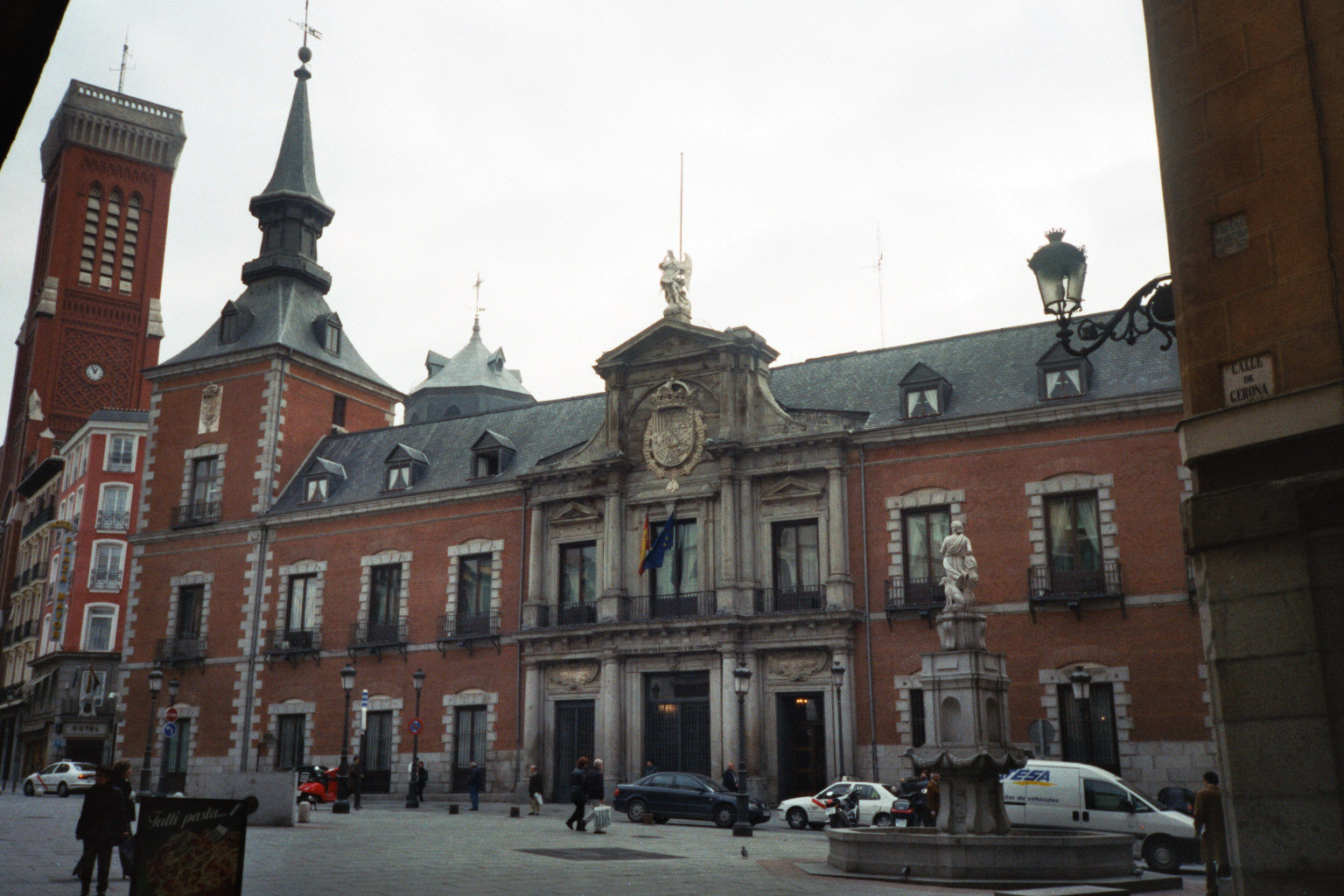
Palacio de Santa Cruz, sede de la Sala de Alcaldes y Cárcel de Corte; las instituciones de Corte duplicaban a las de Villa (Ayuntamiento de Madrid), con las que a veces entraban en conflicto (por ejemplo, los repesos o los alguaciles).

Mucho se ha escrito sobre las razones que movieron a Felipe II para elegir Madrid como sede permanente de la monarquía española. (Ver también Corte itinerante, sobre este asunto.) Entre los motivos para elevar al lugar preeminente del reino, en detrimento de otras ciudades como Toledo (con 60 000 habitantes) o Valladolid, a Madrid, ciudad-cruce de caminos que albergaba menos de 30 000 habitantes en 1561 (entre las diez ciudades más pobladas de España en el momento de la elección), y en la cual se celebraron las Cortes de Castilla en nueve ocasiones desde 1309, con largas estancias de la Corte en el Alcázar y los Jerónimos, se han señalado:
- Su posición central en el Reino de Castilla y de la península, (circunstancia que ya había sido aprovechada para numerosas convocatorias de Cortes, la cuarta ciudad de Castilla en el número de convocatorias de éstas) y su cercanía al lugar escogido por Felipe II para la construcción del Monasterio de El Escorial; no obstante, la elección de Madrid se produjo antes de que se iniciara la construcción de El Escorial, por lo que bien podría haber sido al revés.
- La abundancia de agua, salubridad, clima benigno y el estar rodeada de abundantes bosques.
- La escasa implantación en la villa de los poderes nobiliario y eclesiástico. No había obispado, pues siguió dependiendo de Toledo durante todo el Antiguo Régimen y los aristócratas más cercanos con poder territorial eran los Mendoza de Guadalajara y el Real de Manzanares).
- La existencia del Real Alcázar de Madrid, una importante fortaleza de control real y una de las mayores de Castilla.
- El hecho de que la Casa de Campo (confiscada entre los bienes de los comuneros sublevados) fuera una extensa propiedad real inmediata al mismo Alcázar, así como la relativa cercanía del monte de El Pardo.
- Isabel de Valois, tercera esposa de Felipe II y la más querida por el monarca, sentía un gran aprecio por Madrid y su salubridad, quejándose con frecuencia del triste ambiente toledano y su clima extremo.

En cualquier caso, alejada del mar y de ríos navegables, la situación de la ciudad de Madrid no deja de constituir una anomalía entre las ciudades capital del Antiguo Régimen[cita requerida], que dificultó enormemente su desarrollo hasta la llegada del ferrocarril a mediados del siglo XIX. La conciencia de estos inconvenientes está presente en el supuesto consejo atribuido a Carlos I para su hijo Felipe II:

Si quieres conservar tus reinos deja la capital en Toledo, si quieres aumentarlos, llévala a Lisboa, y si quieres perderlos, trasládala a Madrid

La frase, muy impactante, no obstante contiene alguna imprecisión y un evidente anacronismo: Toledo, aunque ostentaba el título de ciudad imperial, era la capital histórica del Reino Visigodo y la capital religiosa como "Primada" de España, no era capital ni disponía de ninguna institución judicial o administrativa exclusiva (como sí disponían Valladolid, Granada o Sevilla, véase Capitalidad en España); en cuanto a Lisboa, Carlos I murió en 1558, y Lisboa no pasó a formar parte de la Monarquía Hispánica hasta 1580, esto es, 22 años después de la muerte de su padre.

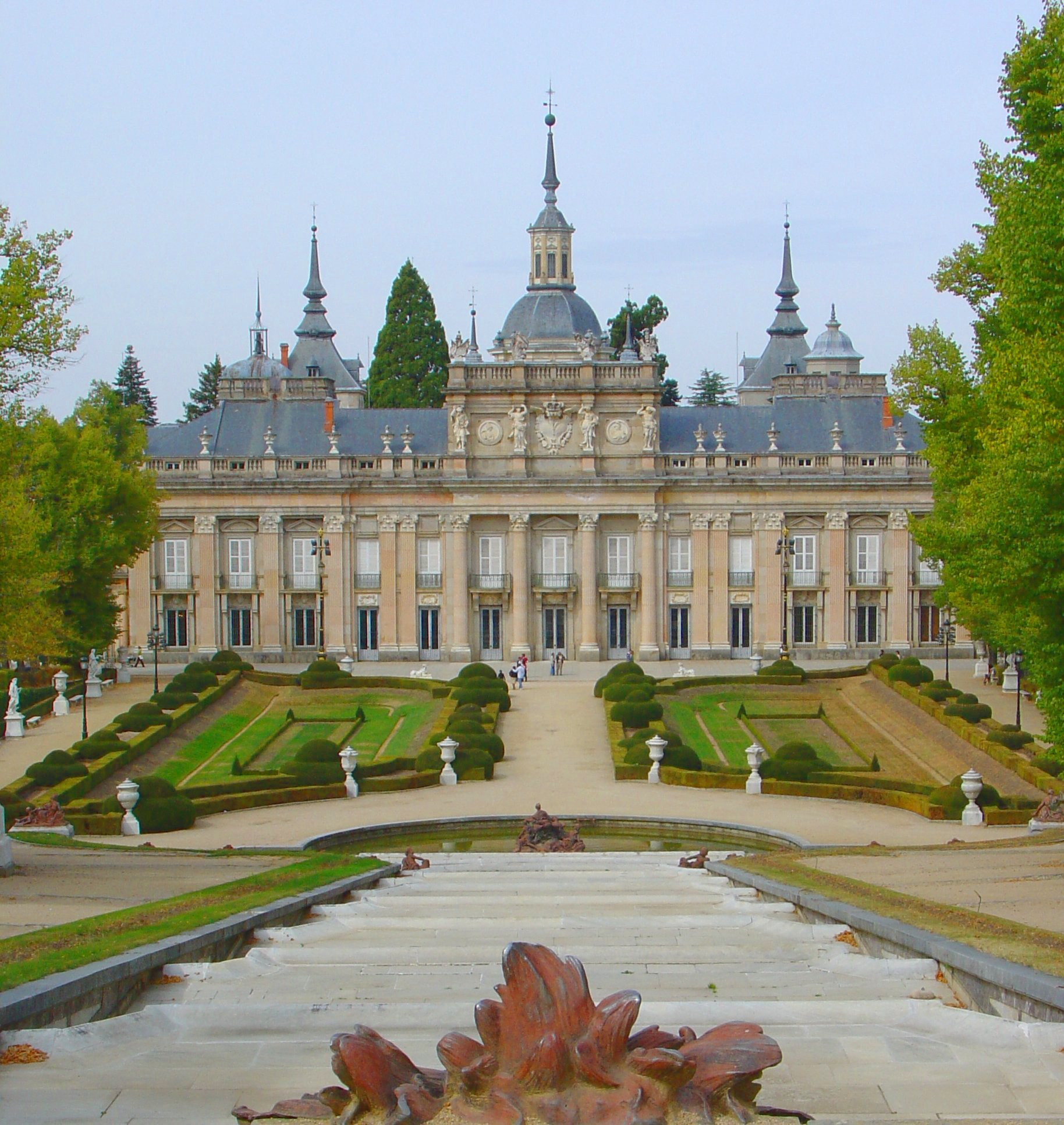
Palacio de la Granja de San Ildefonso, donde los reyes y su séquito pasaban el verano

Por otro lado, lo cierto es que las supuestas ventajas que la situación central otorga a Madrid no se hubieran podido materializar sin una serie de decisiones de tipo político: el establecimiento de la red de carreteras y de ferrocarril con Madrid como centro de ambas redes: el modelo de ejes radiales planteado por Fernando VI (los Caminos Reales, origen de las futuras A-1 a A-6) sólo se puede entender desde la lógica de un centralismo creciente del Estado, lo que inició un proceso de concentración en torno a la capital que se consolidó con el desarrollo de la red ferroviaria.[cita requerida]

## Desarrollo urbanístico
Además de las puramente demográficas, las consecuencias morfológicas y territoriales no se hicieron esperar. La ciudad se fue poblando de palacios de nobles que buscaban la cercanía de la corte, concentrándose en los alrededores del Alcázar (futuro Palacio Real) y del Buen Retiro; la incipiente burocracia (los Consejos) se acomodaban en edificios propios y diferenciados. La regalía de aposento que permitía el alojamiento de la Corte en distintas ciudades cuando era itinerante, al fijarse de modo definitivo en la villa de Madrid perdió su carácter de repartimiento de huéspedes en cada casa y se convirtió en un impuesto gravoso sobre los inmuebles según su tamaño, lo que suscitó una curiosa forma picaresca de eludirlo (construcción de "casas de difícil partición" o casas a la malicia).
Madrid se convirtió en el centro de un sistema de Reales Sitios situados en su entorno, grandes posesiones donde el monarca y su séquito pasaban largas temporadas con un ritmo bien establecido: primavera en Aranjuez, verano en La Granja, otoño en El Escorial, invierno en El Pardo. Algunos de estos sitios reales, situados a las puertas de la ciudad (Casa de Campo, Buen Retiro, la Moncloa, la Florida), han influido notablemente en la estructura actual de la ciudad, en particular en el sistema de zonas verdes o en la dotación de espacios de uso público.
No obstante, la sede de la Corte, entendida como la presencia continuada de las instituciones burocráticas (Consejos, Sala de Alcaldes, Cárcel de Corte), no se trasladaba más que en su cúspide, permaneciendo físicamente en los edificios para ellos destinados en Madrid la mayor parte de los funcionarios, aunque los dirigentes políticos, como el valido, los secretarios y los cortesanos, acompañaran al rey en sus desplazamientos. Desde finales del siglo XVII y comienzos del siglo XVIII, la administración española se acostumbró a funcionar con independencia de la persona del rey, incluso en caso de incapacidad del monarca, como en los casos del último Habsburgo (Carlos II el hechizado), los primeros Borbones: Felipe V y Fernando VI, crónicamente aquejados de melancolía, y el efímero Luis I).

## Capital cultural

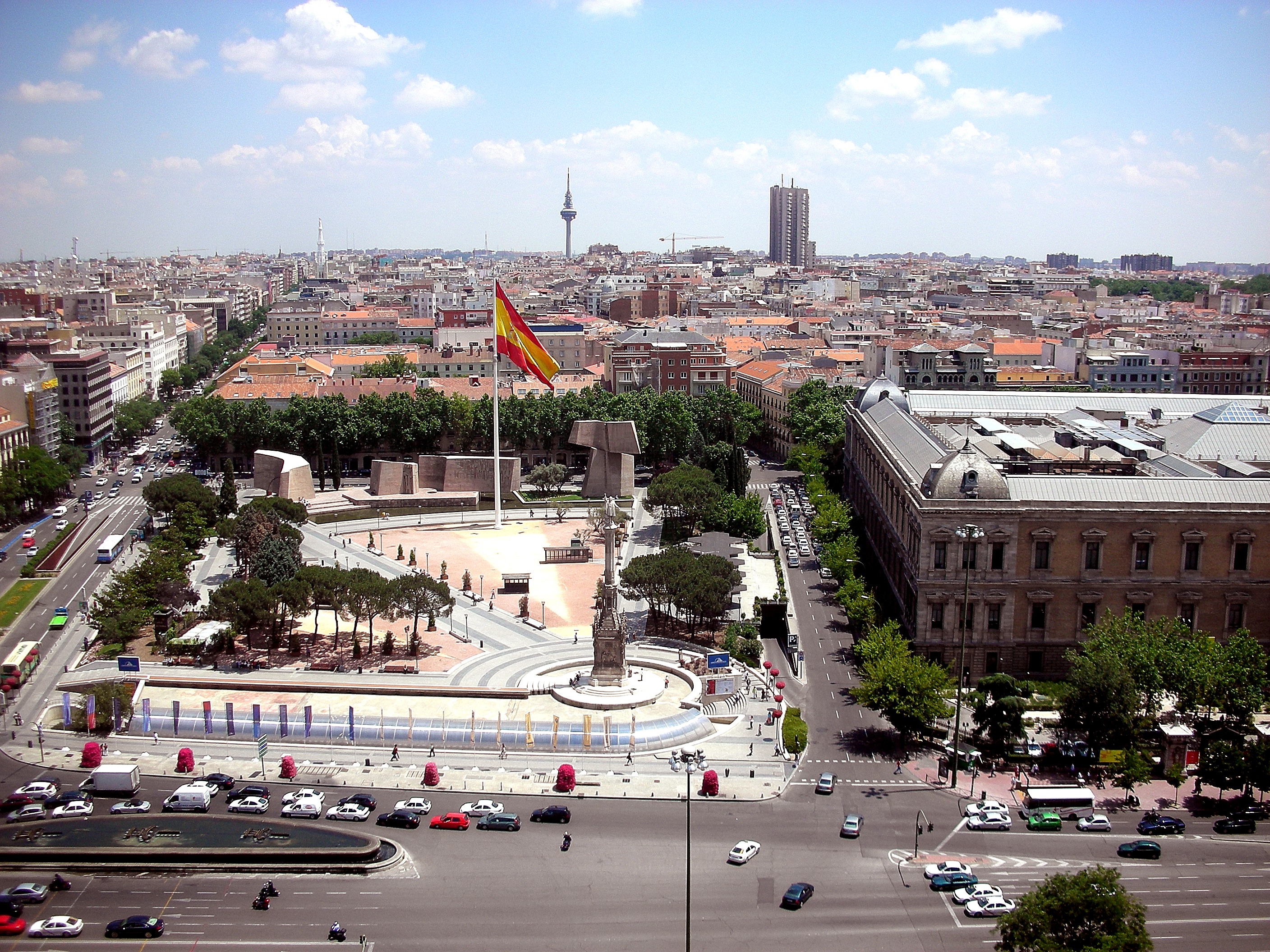
Plaza de Colón, con los Jardines del Descubrimiento, que cubren el Centro Cultural de la Villa y acogen la bandera de mayores dimensiones de toda España; a la derecha, la Biblioteca Nacional y el Museo Arqueológico Nacional.

Por otro lado, la irradiación de Madrid no se circunscribió a su creciente poder político y económico, ya que se convirtió también en capital de la cultura española. Del mecenazgo de la corte se fue pasando, a partir del siglo XVIII, a la institucionalización de una cultura oficial, representada por las Academias, primero, los grandes museos nacionales después (Prado, Arqueológico, Etnológico, Ciencias Naturales), la Biblioteca Nacional... hasta hacer de Madrid, y de su eje Prado-Recoletos, el escaparate y referente cultural y artístico de la nación en un proceso seguido e intensificado por la actividad no oficial.

## Capital del Estado liberal
Pero, además de corte, con la llegada del régimen liberal, Madrid se convirtió también en capital del Estado, al desarrollarse una función administrativa amplia y compleja, sustento de buena parte de la base económica urbana. Ya durante el siglo XVIII, la creciente importancia del aparato administrativo, como consecuencia del desarrollo de los mecanismos de control del territorio, provocó una progresiva dotación de edificios administrativos: la Casa de Correos (actual sede de la Presidencia de la Comunidad de Madrid) o la Real Casa de la Aduana (hoy Ministerio de Hacienda), en un proceso que se intensificó en los siglos XIX (con la utilización de bienes desamortizados) y XX.

## SiglosXXyXXI

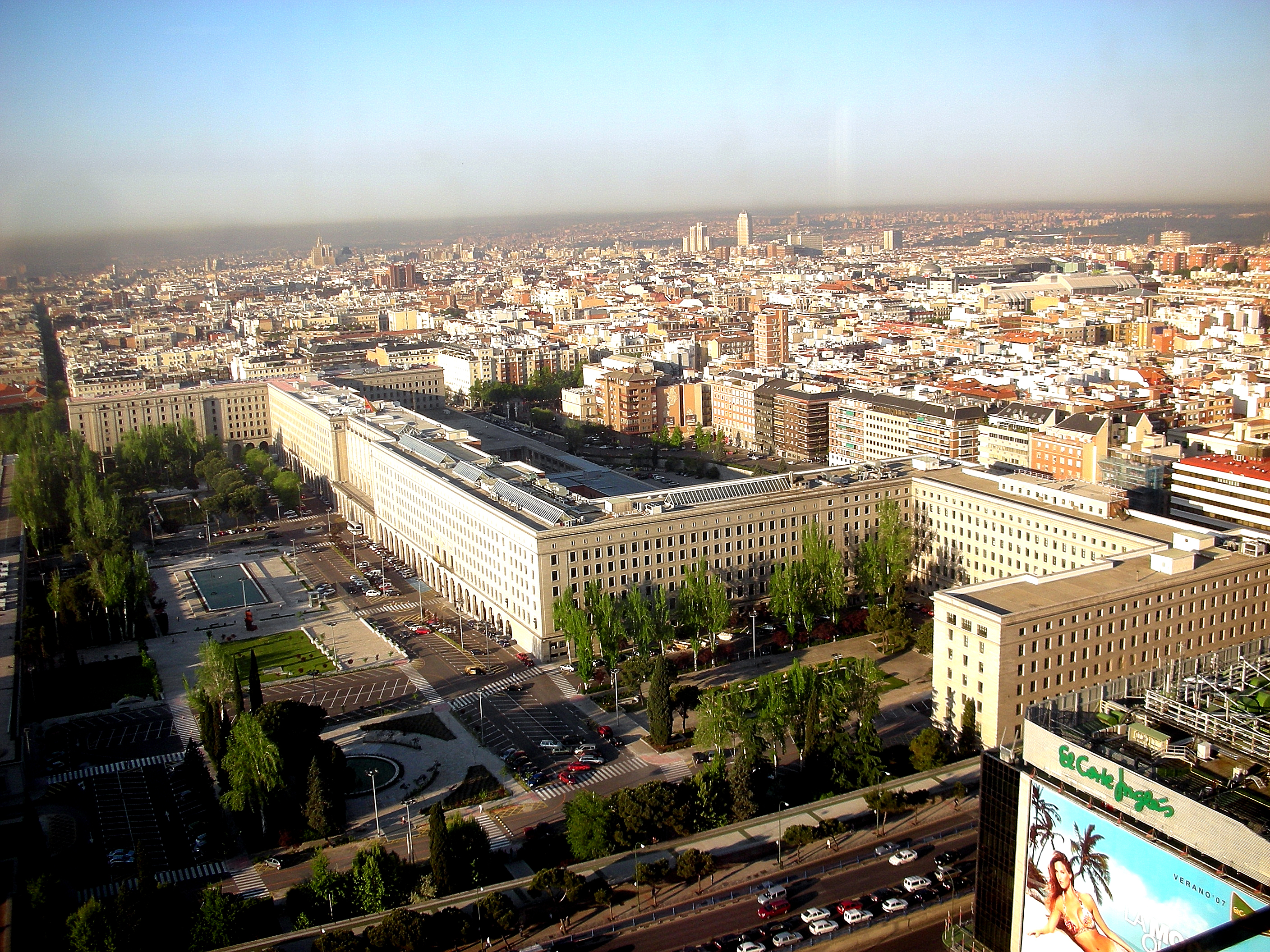
Vista sobre los Nuevos Ministerios

La prolongación del paseo de la Castellana y la construcción de los Nuevos Ministerios (Ministerio de Sanidad, Alto Estado Mayor, Instituto de Reforma y Desarrollo Agrarios, Ministerio de Defensa...), iniciada en época republicana, se transformaron en unos de los sectores de mayor empeño político de exaltación del Nuevo Estado Nacional durante el régimen franquista, piezas clave para manifestar la nueva concepción de capitalidad, tras despejar alguna duda: se había planteado la opción de reconstruir Madrid (gravemente afectada por los bombardeos) o dejar la capital en Salamanca o Burgos, que lo habían sido de la zona nacional durante la guerra civil española. Hasta el 18 de octubre de 1939 la ciudad de Burgos fue capital de España.
La consolidación del eje de la Castellana como espacio administrativo de la ciudad fue la vanguardia de posteriores y generalizados procesos de implantación de edificios de oficinas en este sector (AZCA, CTBA). La aparición de un paisaje administrativo en ejes y zonas característicos ha influido de manera decisiva en la definición de áreas de centralidad en la ciudad.